# اسمالویل
اسمالویل (به انگلیسی: Smallville) یک سریال تلویزیونی آمریکایی است که توسط آلفرد گوک و مایلز میلر نوشته و تهیه شده‌است. داستان این سریال براساس سوپرمن کاراکتر معروف دی سی کامیکس می‌باشد که توسط جری سیگل و جو شوستر ساخته شده‌است. این سریال اولین بار در ۱۶ اکتبر ۲۰۰۱ در شبکه دابلیو بی نمایش داده شد و از پایان فصل ۵ و پس از ادغام شبکه دبلیو بی با شبکه یو پی ان، شبکه سی دابلیو پخش آن را در آمریکا به عهده گرفت. این سریال در ۱۳ می ۲۰۱۱ پس از پخش ۱۰ فصل به اتمام رسید. این سریال داستان زندگی کلارک کنت با بازی تام ولینگ در شهر کوچکی به اسم اسمالویل در کانزاس و در سالهای قبل از سوپرمن شدن را روایت می‌کند. در چهار فصل اول تمرکز سریال روی کلارک و دوستانش در سالهای مدرسه است و از فصل پنج بیشتر وقایع بزرگسالی او و حرفه او در روزنامه دیلی پلنت و معرفی دیگر قهرمانان داستان‌های مصور دی سی کامیکس روایت می‌شود.

## بازیگران

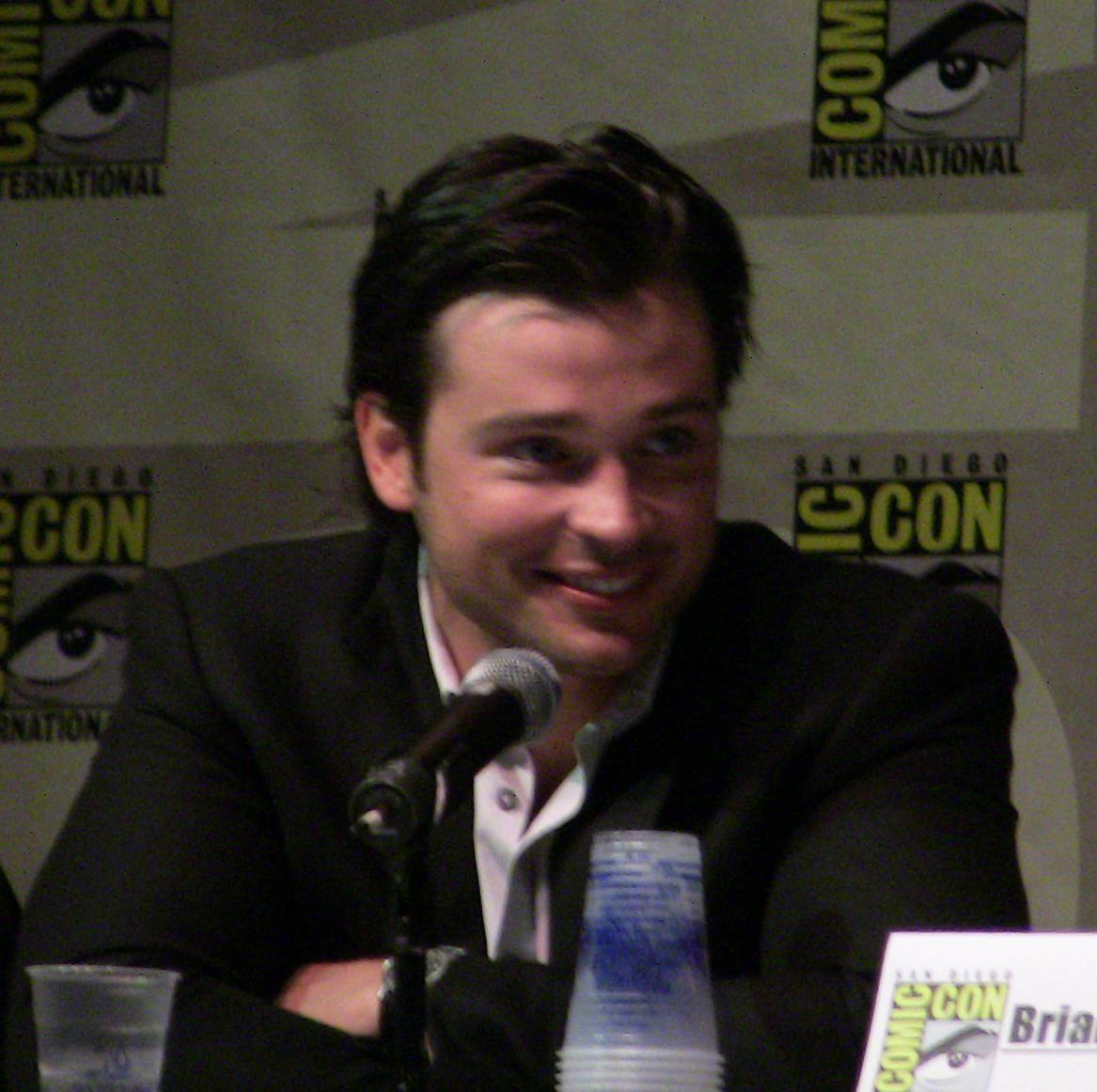
ولینگ در ابتدا بازی در نقش کلارک کنت را قبول نکرد اما پس از خواندن سناریوی قسمت اول حاضر به همکاری شد.

- تام ولینگ در نقش کلارک کنت، جوانی با قدرتهای مافوق بشری که بعد از اینکه می‌فهمد یک بیگانه از سیاره دیگر است تلاش دارد نقش خودش را در زندگی پیدا کند. او از توانایی‌های خود برای کمک به دیگران در مواقع خطر استفاده می‌کند. مشکل کلارک در فصل اول سریال این است که نمی‌تواند این راز و میل خود به زندگی عادی را با کسی به اشتراک بگذارد.
- کریستین کروک در نقش لانا لنگ، دختری که در همسایگی کلارک زندگی می‌کند. او والدینش را از دست داده و با کلارک احساس یکدلی می‌کند. او در پایان فصل هفت از سریال کنار گذاشته شد اما در فصل هشت در پنج قسمت به عنوان بازیگر مهمان بازی کرد.
- مایکل روزنبام در نقش لکس لوتر، پسر یک میلیاردر که پس از اینکه کلارک زندگیش را نجات داد با اون دوست می‌شود. با گذشت زمان لکس از دوست به دشمن کلارک تبدیل می‌شود.
- آلیسون مک در نقش کلویی سالیوان، یکی از بهترین دوستان کلارک که عاشق اون هم هست. او در ابتدا خبرنگار روزنامه مدرسه است و حس کنجکاوی او همیشه به دنبال افشای دروغ‌ها و دانستن حقیقت است.
- جان اشنایدر در نقش جاناتان کنت، ناپدری کلارک است که برای حفاظت از راز کلارک هر کاری انجام می‌دهد. حضور اشنایدر در سریال با مرگ او در زمان پیروزیش در انتخابات در صدمین قسمت سریال به پایان رسید.
- جان گلاور در نقش لاینل لوتر، تاجر و میلیادر بزرگ و پدر لکس می‌باشد. او در فصل اول به عنوان بازیگر مهمان در چند قسمت حضور داشت اما از فصل دوم تا هفتم حضوری مداوم داشت تا اینکه در پایان فصل هفتم در سریال توسط لکس لوتر کشته می‌شود. او در فصل دهم از طریق یک دنیای موازی بازمی‌گردد.
- جنسن اکلس در نقش جیسون تیگ، معشوقه لانا در فصل چهارم می‌باشد. او به دنبال لانا از پاریس به اسمالویل می‌آید و در مدرسه پست مربی فوتبال را به عهده می‌گیرد. پس از مدتی به خاطر رابطه با لانا از مدرسه اخراج می‌شود. در پایان فصل مشخص می‌شود که او با همکاری مادرش به دنبال سه سنگ کریپتونی دانش هستند. جنسن اکلس قرار بود در فصل پنجم در هم سریال بازی کند که بخاطر تعهدی که به سریال سوپرنچرال داشت مجبور به کناره‌گیری شد.

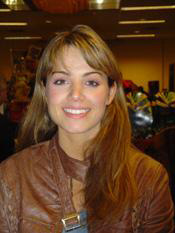
دورانس قبل از شروع فصل چهارم در استودیوی برادران وارنر

- اریکا دورنس در نقش لوییس لین، دخترخاله کلویی است که به اسمالویل می‌آید تا در مورد مرگ کلویی تحقیق کند. او همراه با خانواده کنت در شهر زندگی می‌کند. دورانس به عنوان بازیگر مهمان در فصل چهار استخدام شد اما پس از آن به‌طور مداوم در سریال حضور داشت. تهیه‌کنندگان همیشه به دنبال وارد کردن شخصیت لوییس لین به سریال بودند که با مرگ کلویی در پایان فصل سوم، زمان را مناسب دیدند و او را وارد نمایش کردند.
- آرون اشمور در نقش جیمی اولسن، عکاس و دوست پسر کلویی که در روزنامه دیلی پلنت کار می‌کند. او در فصل ششم به عنوان بازیگر مهمان استخدام شد و پس از آن به عنوان یکی از بازیگران ثابت در فصل هفتم سریال حضور داشت. جیمی پس از سه فصل که دو فصل آن به صورت ثابت حضور داشت در سریال کشته می‌شود.
- لورا وندرورت در نقش کارا، دخترعموی کلارک که برای پیدا کردن کال ال (کلارک) فرستاده شده. در پایان فصل ششم او از سفینه خود آزاد می‌شود. کارا تمامی قدرتهای کلارک از جمله پرواز را دارا می‌باشد. در پایان فصل هفتم کارا در زندان منطقه اشباح به دام میفتد. پس از آن او به عنوان بازیگر ثابت حضور نداشت اما در فصل‌های هشتم و دهم به عنوان بازیگر مهمان در چند قسمت بازی کرد.
- جاستین هارتلی در نقش اولیور کویین و گرین ارو، مدیر شرکت صنایع کویین و رهبر گروهی از ابرقهرمان‌ها است. او به عنوان بازیگر مهمان در فصل‌های ششم و هفتم حضور داشت و پس از آن از فصل هشتم به بازیگر ثابت سریال تبدیل شد. هارتلی اولین انتخاب تهیه‌کنندگان برای بازی نقش اولیور کویین بود.
- ساموئل ویتور در نقش دیویس بلوم، در فصل هشتم به عنوان یک پرستار زندگی می‌کند و تلاش می‌کند با تاریکی درون خود مبارزه کند. شخصیت واقعی او دومزدی از سری ابرقهرمانان دی سی کامیکس می‌باشد که باید سوپرمن را بکشد.
- کسیدی فریمن در نقش تس مرسر، جانشین لکس و مدیر شرکت لوتر در فصل هشتم می‌باشد که هدفش پیدا کردن لکس است و در این راه سعی در نزدیک شدن به کلارک را دارد چون باور دارد که اون می‌تواند کمکش کند. در فصل دهم مشخص می‌شود که نام واقعی او لوتسا لنا لوتر است و دختر نامشروع لاینل لوتر می‌باشد.
- کلوم بلو در نقش زاد، یک جنایتکار کریپتونی که در زندان منطقه اشباح زندانی است. اولین نمایش او در فصل پنجم زمانی بود که زاد با کمک برینیاک می‌تواند بدن لکس را تصرف کند. بعداً در پایان فصل هشتم او با یک گوی کریپتونی دوباره به سریال بازمی‌گردد و تا پایان فصل نهم حضوری مداوم دارد.